# Liste der Biografien/Kart
Liste der Biografien |
Portal Biografien |
Personensuche
# |
A |
B |
C |
D |
E |
F |
G |
H |
I |
J |
K |
L |
M |
N |
O |
P |
Q |
R |
S |
T |
U |
V |
W |
X |
Y |
Z |
?
 
Ka |
Kb |
Kc |
Kd |
Ke |
Kf |
Kg |
Kh |
Ki |
Kj |
Kl |
Km |
Kn |
Ko |
Kp |
Kr |
Ks |
Kt |
Ku |
Kv |
Kw |
Ky |
Kx |
Kz
 
Kaa–Kag |
Kah |
Kai |
Kaj |
Kak |
Kal |
Kam |
Kan |
Kao |
Kap |
Kar |
Kas |
Kat |
Kau |
Kav |
Kaw |
Kay |
Kaz
 
Kara |
Karb |
Karc |
Kard |
Kare |
Karf |
Karg |
Karh |
Kari |
Karj |
Kark |
Karl |
Karm |
Karn |
Karo |
Karp |
Karr |
Kars |
Kart |
Karu |
Karv |
Karw |
Kary |
Karz
Die Liste der Biografien führt alle Personen auf, die in der deutschsprachigen Wikipedia einen Artikel haben. Dieses ist eine Teilliste mit 88 Einträgen von Personen, deren Namen mit den Buchstaben „Kart“ beginnt.

## Kart
- Kart, Musa (* 1954), türkischer Karikaturist
- Kart, Özgür (* 1982), türkischer Fußballspieler

### Karta
- Kartagener, Manes (1897–1975), Schweizer Internist
- Kartairios, griechischer Mosaizist auf Zypern
- Kartajew, Wladislaw Dmitrijewitsch (* 1992), russischer Eishockeyspieler
- Kartak, Anton (1924–2011), deutscher Eishockeyspieler sowie Basketballspieler, -trainer und -funktionär
- Kartak, Oliver (* 1968), österreichischer Grafikdesigner
- Kartal, Alpaslan (* 1977), türkischer Fußballspieler
- Kartal, Deniz Kaan (* 2005), türkischer Sprinter
- Kartal, Erhan (* 1993), türkischer Fußballspieler
- Kartal, Erhan Can (* 1998), türkischer Schauspieler
- Kartal, Felicia (* 2000), schwedische Schauspielerin
- Kartal, Hüseyin (* 1982), türkischer Fußballspieler
- Kartal, İsmail (* 1961), türkischer Fußballspieler und -trainer
- Kartal, Melih (* 1995), türkischer Fußballspieler
- Kartal, Samed (* 1988), türkischer Fußballspieler
- Kartal, Sonay (* 2001), britische TennisspielerinSonay Kartal (* 2001)

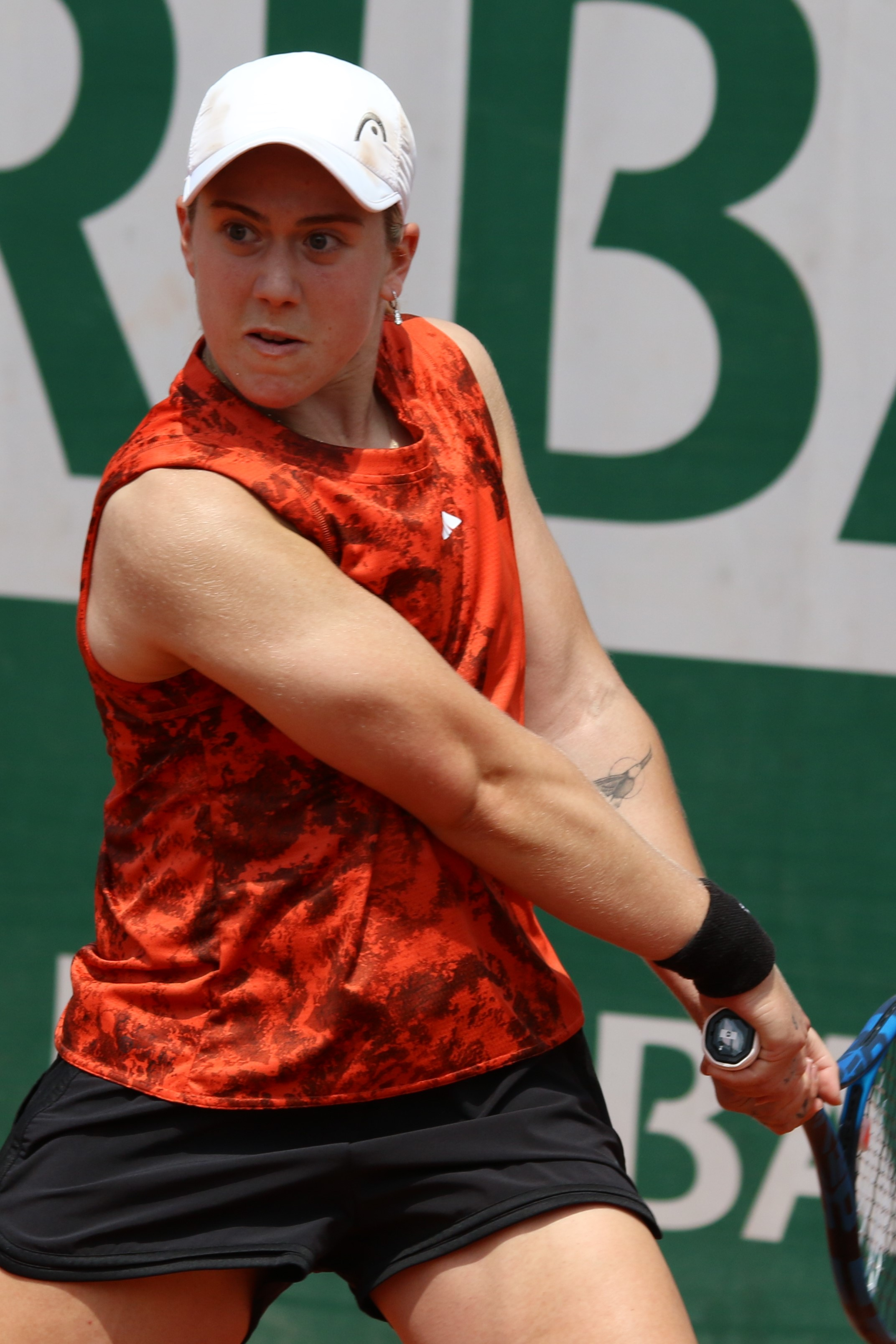
Sonay Kartal (* 2001)

- Kartalian, Buck (1922–2016), US-amerikanischer Filmschauspieler
- Kartalija, Goran (* 1966), österreichischer Fußballspieler und -trainer kroatischer Abstammung
- Kartalis, Alexandros (* 1995), griechischer Fußballspieler
- Kartalis, Georgios (1908–1957), griechischer Politiker
- Kartanos, Ioannikios, orthodoxer Geistlicher
- Kartapolow, Andrei Walerjewitsch (* 1963), russischer Generaloberst
- Kartaschow, Anatoli Jakowlewitsch (1932–2005), sowjetischer Raumfahreranwärter, Mitglied der ersten Kosmonautengruppe der Sowjetunion
- Kartaschow, Anton Wladimirowitsch (1875–1960), russischer Theologe und Hochschullehrer
- Kartaschowa, Aljona Wladimirowna (* 1982), russische Ringerin
- Kartau, Juhan (1883–1964), estnischer Politiker, Unternehmer und Chorleiter
- Kartawidjaja, Djuanda (1911–1963), indonesischer Politiker und Ministerpräsident

### Karte
- Kartel, Vybz (* 1976), jamaikanischer Musiker und Dancehall-Künstler, wegen Mordes verurteilt
- Karten, Harvey J. (1935–2024), US-amerikanischer Hirnforscher
- Karten, Walter (* 1934), deutscher Betriebswirt und emeritierter Hochschullehrer (Universität Hamburg)
- Kartenlegerin von Suhl (1902–1975), deutsche Kartenlegerin, Opfer der DDR-Diktatur
- Karter, Egon (1911–2006), tschechisch-schweizerischer Schauspieler, Operettensänger und Theaterintendant
- Karter, Kagney Linn (1987–2024), US-amerikanische PornodarstellerinKagney Linn Karter (1987–2024)
- Karterios, griechischer Maler

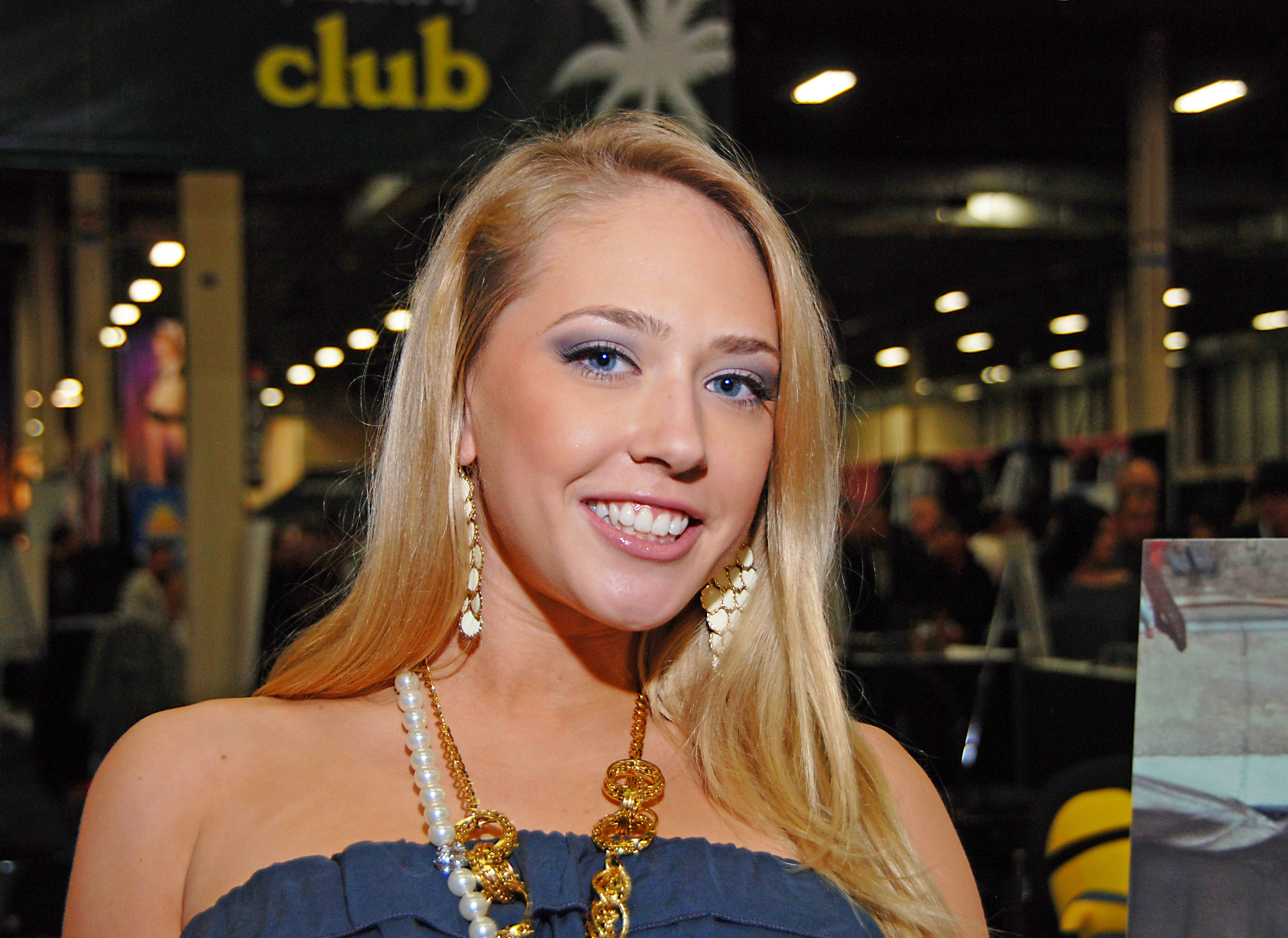
Kagney Linn Karter (1987–2024)

- Karterud, Jørgen (* 1994), norwegischer Eishockeyspieler
- Kartes, Torbjörn (* 1979), deutscher Politiker (CDU), MdB

### Karth
- Karth, Ernst (1890–1958), deutscher Fußballspieler
- Karth, Georg (* 1884), deutscher Kunstturner
- Karth, Joseph (1922–2005), US-amerikanischer Politiker
- Karthalo, karthagischer Oberpriester
- Karthalo, karthagischer Politiker
- Karthalo, karthagischer Militärführer
- Karthaus, Anna (* 1991), deutsche Volleyballspielerin
- Karthaus, Arnim (* 1972), deutscher Jurist
- Karthaus, Gero (* 1960), deutscher Bioökologe und Politiker (SPD), MdL
- Karthaus, Gustav (1859–1934), Bürgermeister und Mitglied des Provinziallandtages der Provinz Hessen-Nassau
- Karthaus, Ulrich (1935–2021), deutscher Germanist und Literaturdidaktiker
- Karthäuser, Sophie (* 1974), belgische Sängerin, Sopranistin
- Karthäuserin, Margareta, Nonne des 15. Jahrh
- Karthe, Jürgen (* 1964), deutscher Bandoneonspieler, Komponist und Fachbuchautor
- Kartheiser, Fernand (* 1959), luxemburgischer Militärwissenschaftler, Autor und Politiker, Mitglied der ChambreFernand Kartheiser (* 1959)

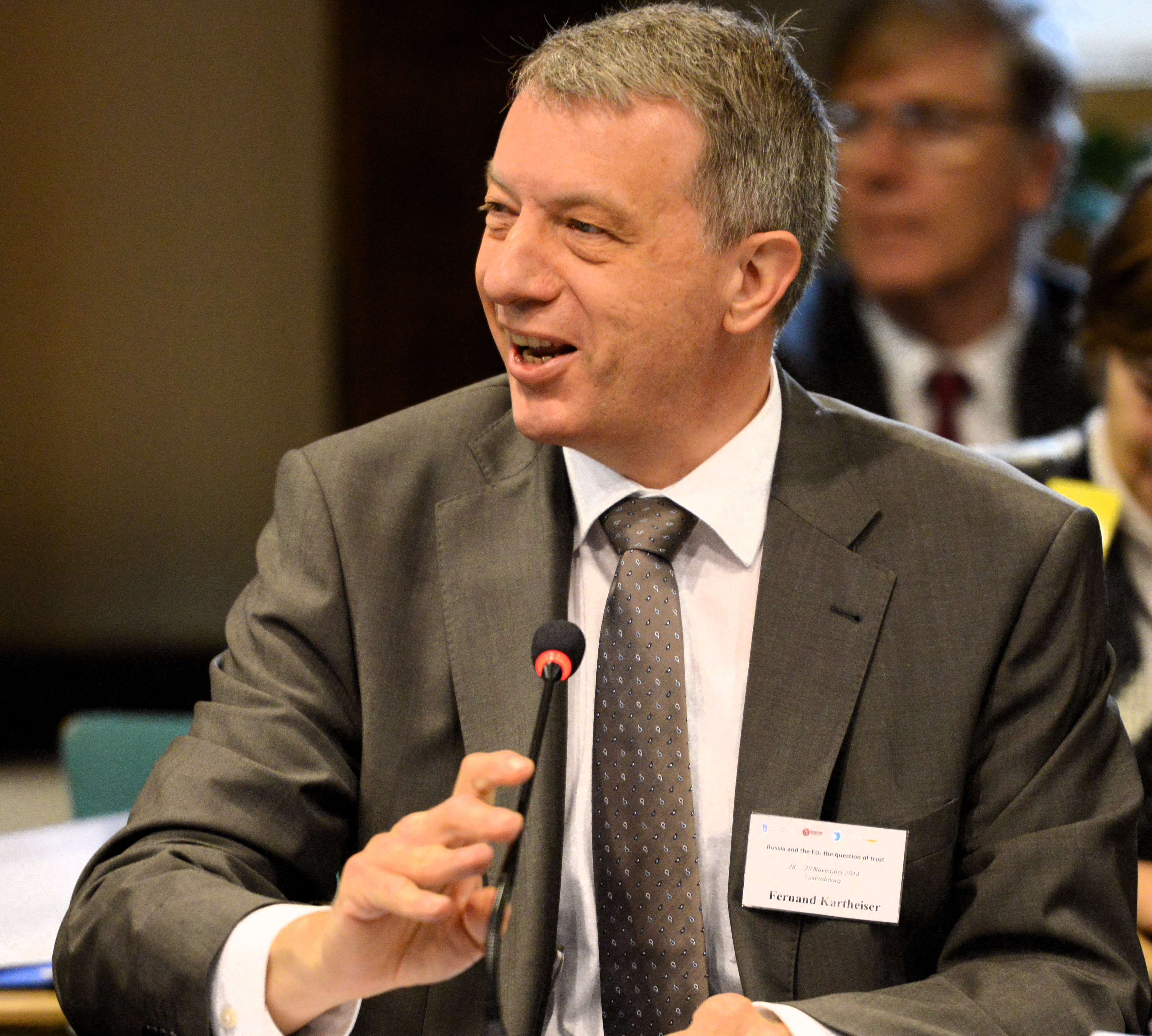
Fernand Kartheiser (* 1959)

- Kartheiser, Josiane (* 1950), luxemburgische Schriftstellerin
- Kartheiser, Vincent (* 1979), US-amerikanischer FilmschauspielerVincent Kartheiser (* 1979)

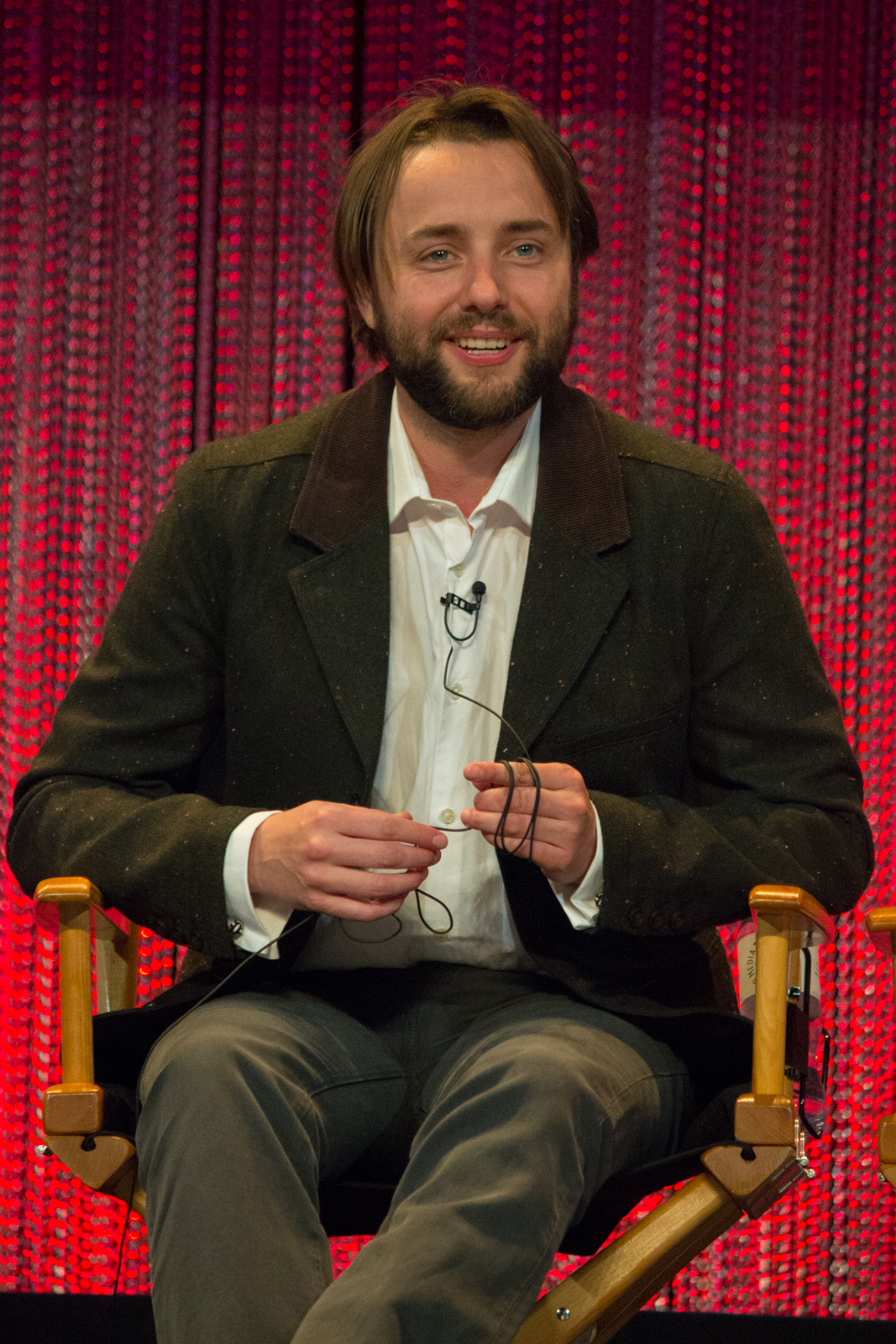
Vincent Kartheiser (* 1979)

- Karthes, Jennah (* 1982), deutsche Schauspielerin, Moderatorin, Webvideoproduzentin und Schlagersängerin
- Kartheuser, Kristin (* 1981), deutsche Handballspielerin
- Karthi (* 1977), indischer Schauspieler und Moderator
- Karthik, Dinesh (* 1985), indischer Cricketspieler
- Karthikeyan, Murali (* 1999), indischer Schachspieler
- Karthikeyan, Narain (* 1977), indischer Automobilrennfahrer

### Karti
- Karti, Walid El (* 1994), marokkanischer Fußballspieler
- Kartika, Yuni (* 1973), indonesische Badmintonspielerin
- Karting, Claus-Günther (1932–1988), deutscher Politiker (SPD), MdBB
- Kartini (1879–1904), indonesische Revolutionärin und Frauenrechtlerin
- Kartir, Hohepriester der zoroastrischen Religion

### Kartm
- Kartmann, Norbert (* 1949), deutscher Politiker (CDU), MdL

### Kartn
- Kartner, Pierre (1935–2022), niederländischer Sänger, Komponist, Texter und Produzent
- Kartnig, Hannes (* 1951), österreichischer Unternehmer

### Karto
- Kartono, Hariamanto (* 1954), indonesischer Badmintonspieler
- Kartop, Levent (* 1979), türkischer Fußballspieler
- Kartosia, Giwi (1929–1998), sowjetisch-georgischer Ringer
- Kartosuwirjo, Sekarmadji Maridjan (1905–1962), javanischer Politiker
- Kartousch, Louise (1886–1964), österreichische Charaktertänzerin sowie Opern- und Operettensängerin (Sopran)

### Karts
- Kartsch, Marie (1847–1937), österreichische Malerin und Autorin
- Kartschchadse, Dshemal (1936–1998), georgischer Schriftsteller
- Kartschoke, Dieter (* 1936), deutscher Germanist
- Kartschoke, Erika (* 1937), deutsche Germanistin
- Kartse, Khenpo, tibetischer buddhistischer Abt
- Kartsev, Eden (* 2000), israelisch-belarussischer Fußballspieler
- Kartsios, Gregor (* 1978), deutscher Computerspiel-Journalist und Redakteur

### Kartt
- Kartte, Wolfgang (1927–2003), deutscher Verwaltungsjurist und Präsident des Bundeskartellamtes
- Karttunen, Anssi (* 1960), finnischer Cellist
- Karttunen, Ossi (* 1948), finnischer Sprinter

### Kartw
- Kartweli, Alexander (1896–1974), amerikanisch-georgischer Erfinder und FlugzeugkonstrukteurAlexander Kartweli (1896–1974)

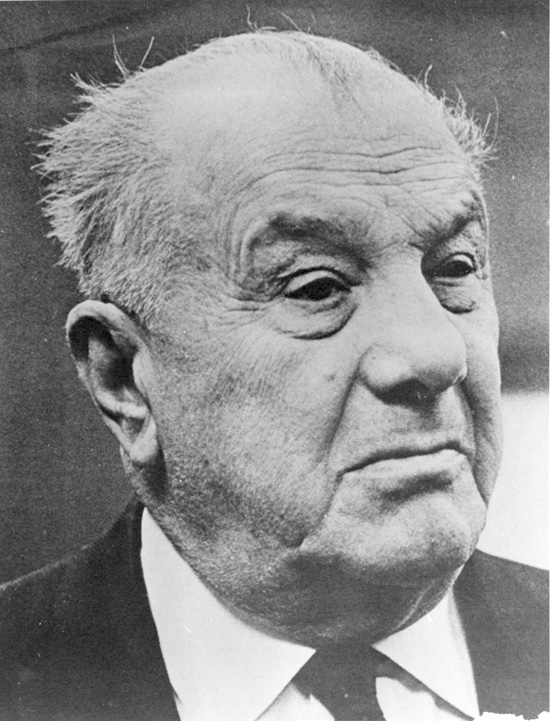
Alexander Kartweli (1896–1974)

### Kartz
- Kartz, Franz (* 1907), deutscher Boxer
- Kartz, Werner (* 1956), deutscher Fußballspieler und -trainer
- Kartzke, Georg (1883–1962), deutscher Amerikanist und Hochschullehrer
- Kartzke, Ulrich (* 1958), deutscher Jurist